# Пакистан на зимових Олімпійських іграх 2014
Пакистан на зимових Олімпійських іграх 2014 року у Сочі був представлений 1 спортсменом в 1 виді спорту. Країна не здобула жодної нагороди.